# Lütet Attena
Lütet Attena († um 1410/11) war im 14. Jahrhundert ostfriesischer Häuptling von Dornum und Nesse im Norderland.

## Leben
Lütet Attena war der Sohn Hero Attenas. Seine Brüder waren Eger und Enno Attena. Ab 1395 war Lütet mit Ocka tom Brok, der Tochter des Häuptlings Ocko I. tom Broks und Foelke Kampanas aus dem benachbarten Brokmerland, verheiratet. Sie hatten die Töchter Etta (verheiratet mit Sibrand Brungersna I.) und Heba (verheiratet mit Uko Fockena).

## Tod

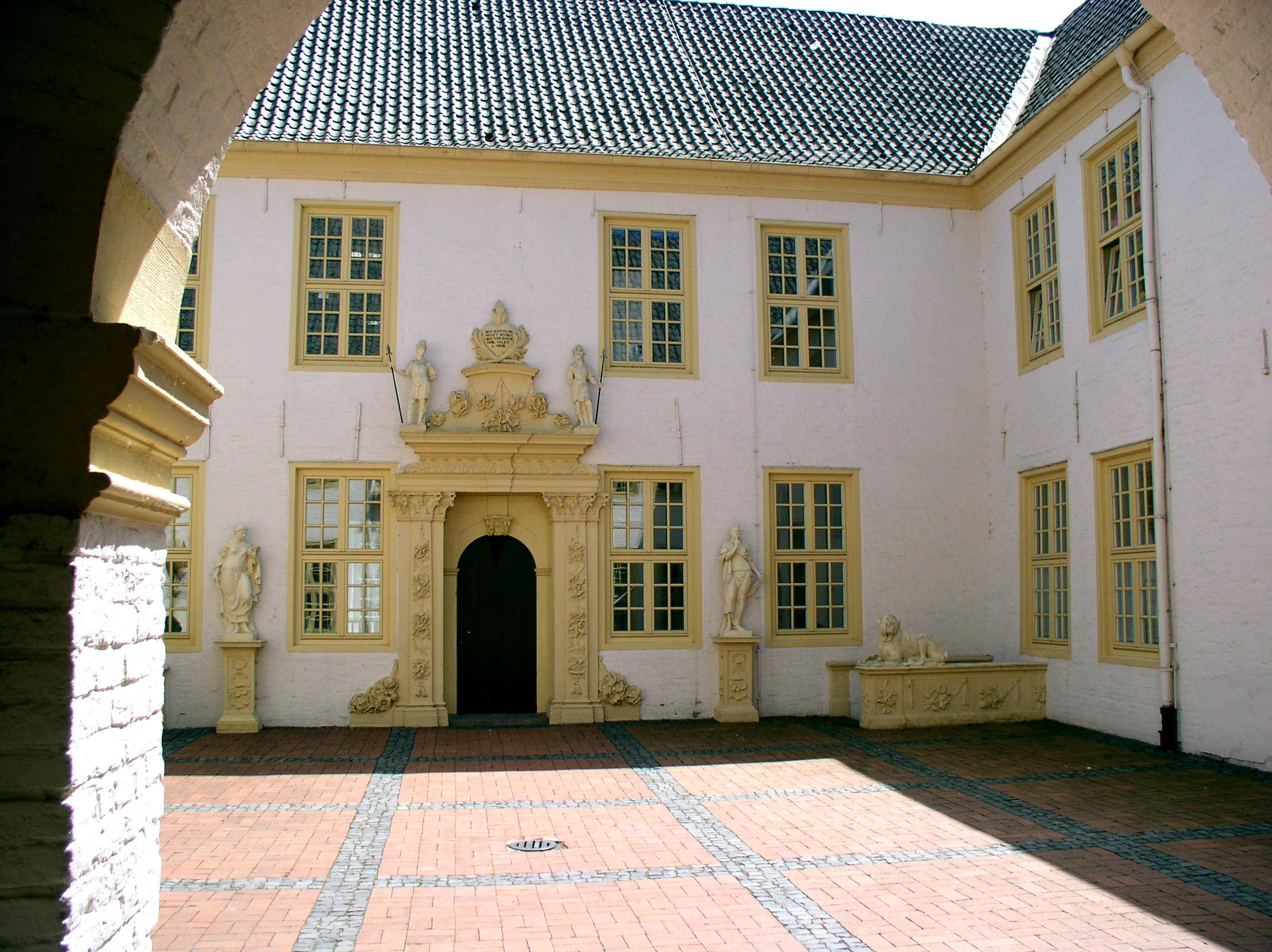
Hof der Norderburg in Dornum

Lütets Tod begründete den noch heute in Ostfriesland bekannten Beinamen seiner Schwiegermutter, der Quade Foelke (quade = niederdeutsch: böse). Nachdem Lütet sich bei ihr über die Treulosigkeit seiner Frau Ocka beklagt hatte, soll Foelke ihm den Rat gegeben haben, diese zu töten. Als Lütet Ocka wiederholt beim Ehebruch ertappte, erschlug er sie. Foelke sann dennoch auf Rache und nutzte den Vorfall, den Einfluss ihrer Familie auf die Ländereien der Attenas auszuweiten. Lütet floh zur Norderburg seines Vaters Hero, welche Foelke belagern ließ und schließlich einnahm. Auf ihren Befehl hin wurden Lütet und sein Vater im Burghof hingerichtet.